# サーモデスルフォバクテリウム門
サーモデスルフォバクテリウム門 (Thermodesulfobacteriota) は、2021年に記載された細菌の門。多くは好熱性の硫黄還元細菌である。
含まれる細菌には議論があり、タイプ属を含むサーモデスルフォバクテリウム綱のみとする場合と、下記の多数の綱を含む場合がある。

## 含まれうる綱
下記の綱はＬPSN分類では何れもシュードモナス門に含まれるデルタプロテオバクテリア綱のシノニム扱いだが、NCBI分類ではサーモデスルフォバクテリウム門に含まれる独立門として扱われている。
- Deferrisomatia、Desulfuromonadia、Desulfomonilia、Syntrophorhabdia、Syntrophia、Desulfobaccia、Desulfarculia、Syntrophobacteria、Desulfobacteria、Dissulfuribacteria、Desulfobulbia、Desulfovibrionia